# Xestocephalus vitiensis
Xestocephalus vitiensis är en insektsart som beskrevs av George Willis Kirkaldy 1907. Xestocephalus vitiensis ingår i släktet Xestocephalus och familjen dvärgstritar.

## Underarter
Arten delas in i följande underarter:
- X. v. triceros
- X. v. mancus